# Земська школа в Христанівці
Земська школа в селі Христанівка Міністерства народної просвіти Лохвицького повіту Полтавської губернії (повна офіційна назва — трикласне народне училище відомства Міністерства народної просвіти зведена в 1913 році за проектом архітектора Опанаса Георгійовича Сластіона. Школа в Христанівці є однією з багатьох збережених шкіл Лохвицького земства.

## Розташування
Школа розташовується в південній частині села на високому на мисі. Територія обмежена зі сходу вулицею, з півночі, заходу та півдня — зеленими насадженнями. Ділянка має рівну площину поверхні, яка має невеликий ухил по осі північ-південь. Територія частково впорядкована.

## Комплекс школи
Шкільний комплекс в Христанівці включав надвірні споруди — дерев'яний сарай, погріб, колодязь та туалет. Шкільна територія була огороджена дерев'яним парканом.

## Архітектура та конструкції будівлі школи
За функціональною типологією об'єкт первісно відносився до навчально-виховних.
Максимальні розміри будівлі становлять 24,42×12,36 м. Висота max. 8,84 м (по більшому коньку даху). Будівля одноповерхова, дерев'яна, обкладена цеглою, з тамбурами зі східного та північного фасадів.
Розпланувальна типологія змішана (коридорна, анфіланда). Цегляні фасади розкріповані пілястрами, без декоративного оздоблення, завершуються цегляним вінчаючим карнизом та дерев'яним піддашком. За архітектурно-художнім вирішенням фасадів школа в Христанівці відноситься до раціоналістичної течії Українського архітектурного модерну.Зі східного, північного та західного фасадів влаштовано ґанки. Віконні та дверні прорізи мають трапецієподібну форму. Пізніші дверні прорізи в інтер'єрі прямокутні. Доступ на горище через проріз в стелі, розташований в західному тамбурі. Первісне внутрішнє планування підпорядковувалось вимогам доцільності, яка проявилась у функціональному групуванні приміщень. Зона навчального процесу: навчальний клас, вхідний тамбур, коридор-рекреація (в зимовий період використовувався під роздягальню). Бібліотека та житлові кімнати учителів з кабінетом, маючи автономну функціональну одиницю мали окремі входи (до бібліотеки — північного фасаду, до житлової — із західного фасаду). В інтер'єрі більшою мірою збереглись цегляні печі. Стіни інтер'єру оштукатурені. Будівля відноситься до цінних зразків зниклого архітектурного стилю Українського архітектурного модерну, раціоналістичного спрямування та роботі видатного архітектора Опанаса Георгійовича Сластіона.
Стрічковий фундамент та цоколь цегляні. Конструкція будівлі каркасна з несучими поздовжніми та поперечними стінами. Опорні стовпи каркаса фасадних стін спираються на дерев'яні лежні. Підлога дерев'яна, по дерев'яних колодах, опертими всередині на цегляні стовпчики. Башта над тамбуром східного входу розібрана. Під підлогою влаштовано вентиляційне підпілля. Перекриття дерев'яне, балкове. Стеля підшита дранкою та оштукатурена.
Заповнення прорізів віконних та дверних прорізів дерев'яне. Рами та внутрішні двері частково відсутні. Стан заповнень в більшості задовільний, місцями непридатний до нормальної експлуатації. Дах вальмовий, в два яруси з перехватом дерев'яним пояском.
Конструкції даху становлять систему дерев'яних стояків, прогонів, підкосів і приставних крокв. Наявні сліди заміни дерев'яних конструкцій. Загальний стан задовільний. На горищі розташовано лежені димовідвідної системи від печей. Димарі в межах горища частково розібрані, в більшості збереглись.
Покрівля виконана з листів азбестоцементного шиферу, який покладено по металевих листах старої покрівлі.
Загальний технічний стан задовільний, окремих елементів незадовільний.

## Радянський період та сучасність
На певному етапі школа втратила другий дерев'яний ярус башточки (за свідченнями місцевих жителів її знесло сильними поривами вітру).
Нині будівля школи не використовується, окрім двох приміщень, в яких розташовано Христанівський фельдшерсько-акушерський пункт.
Унікальну школу за проектом Опанаса Сластіона закликають рятувати активісти Полтавщини.

## Альбом видів

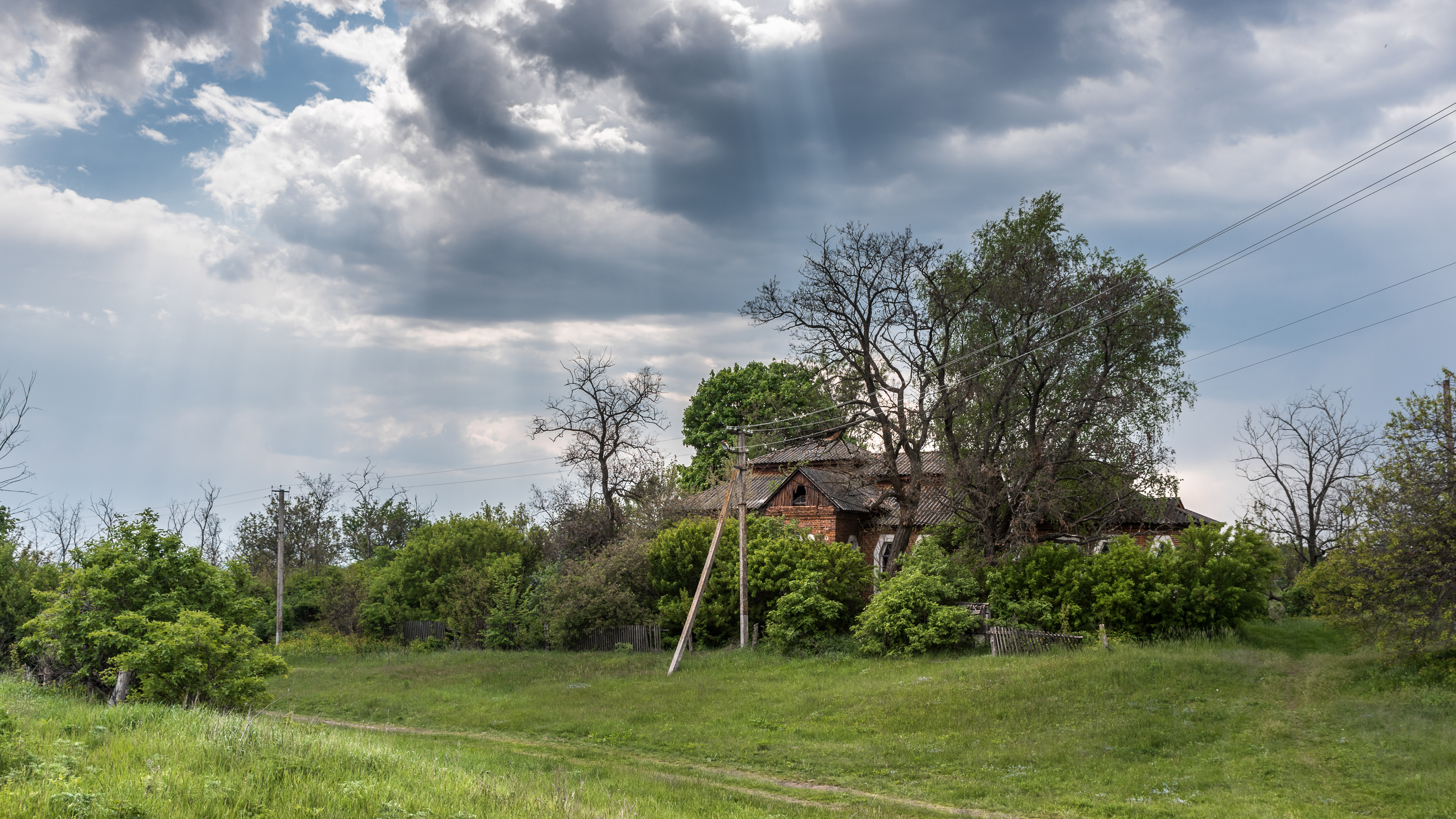
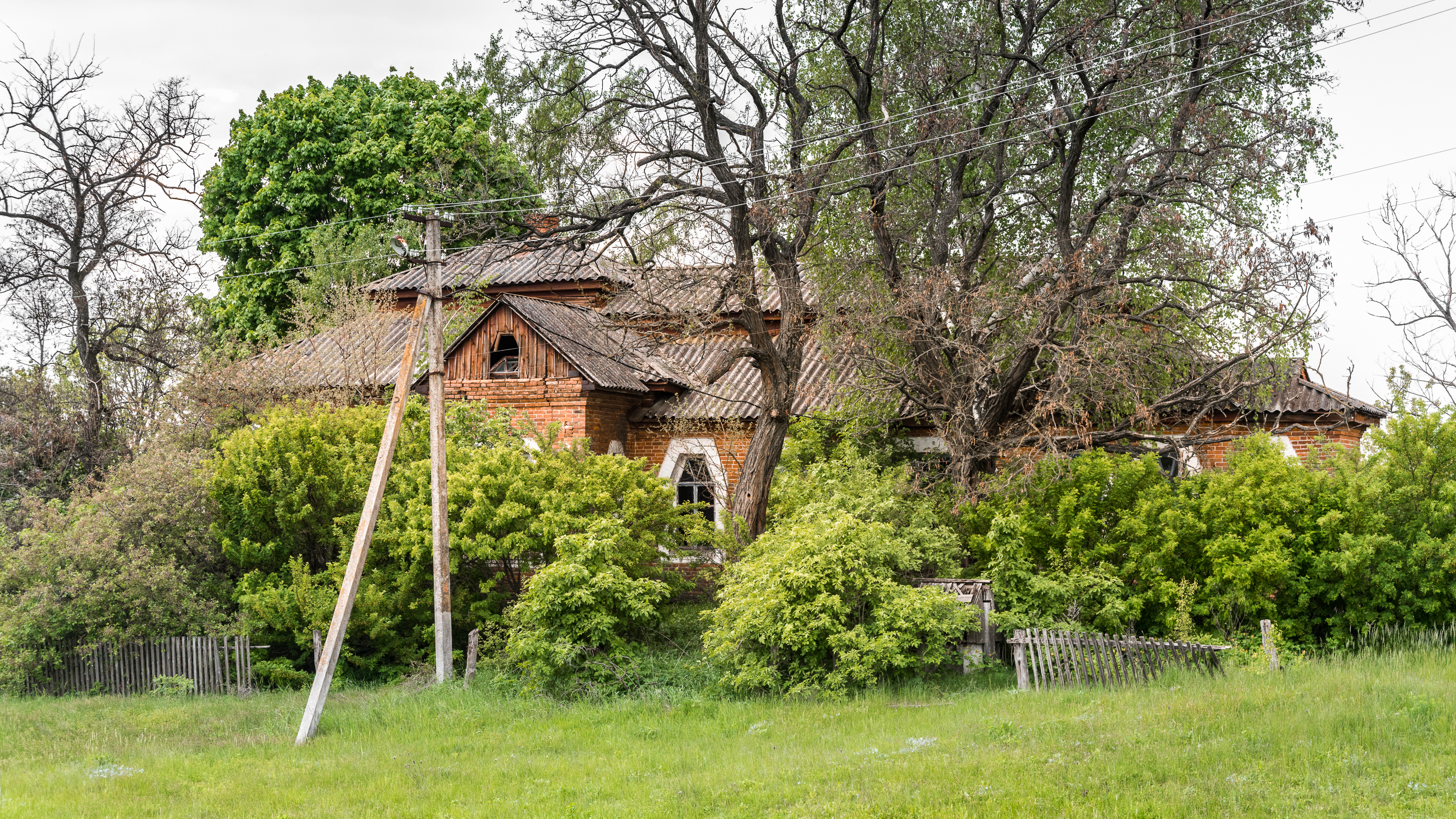
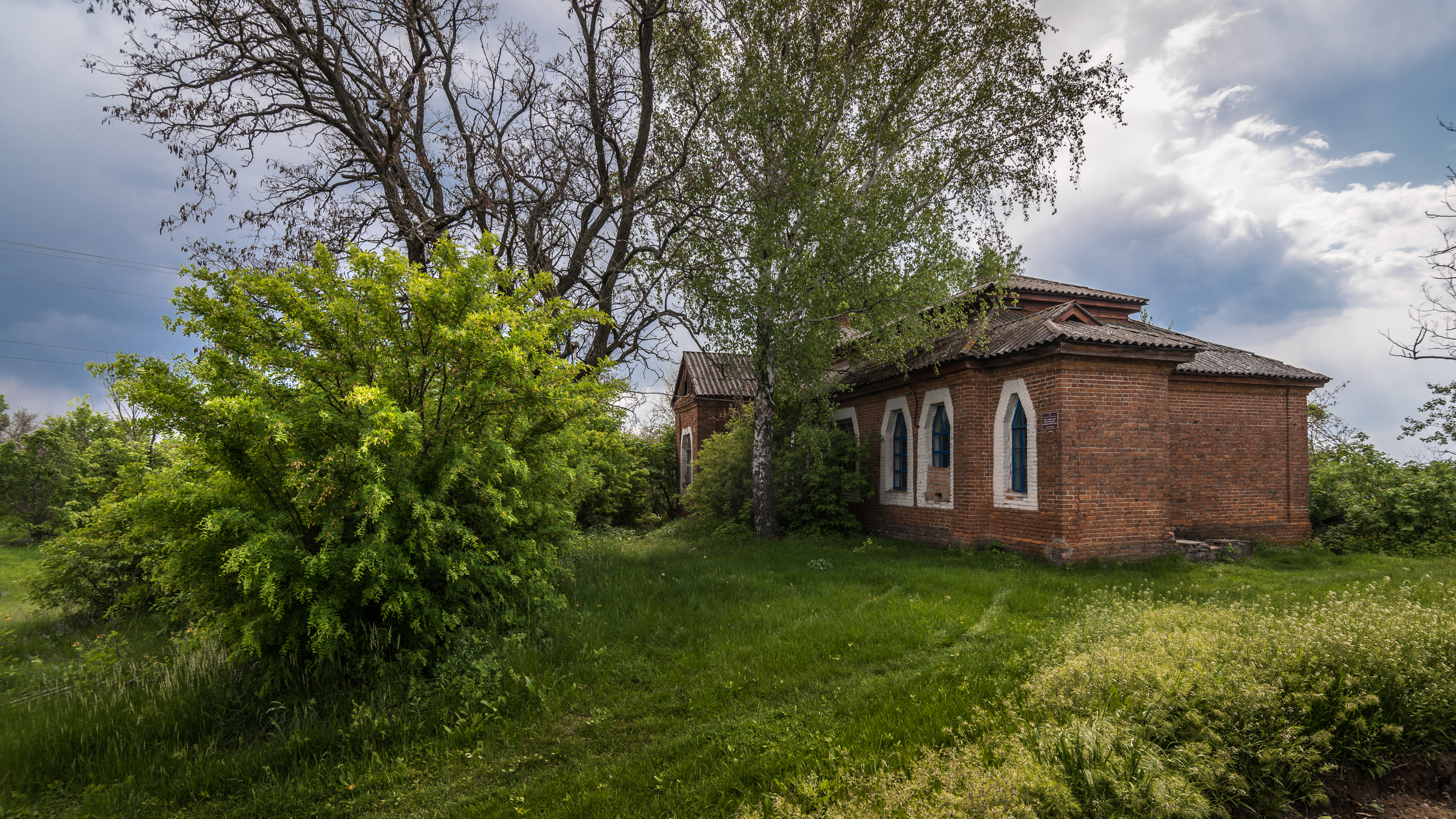
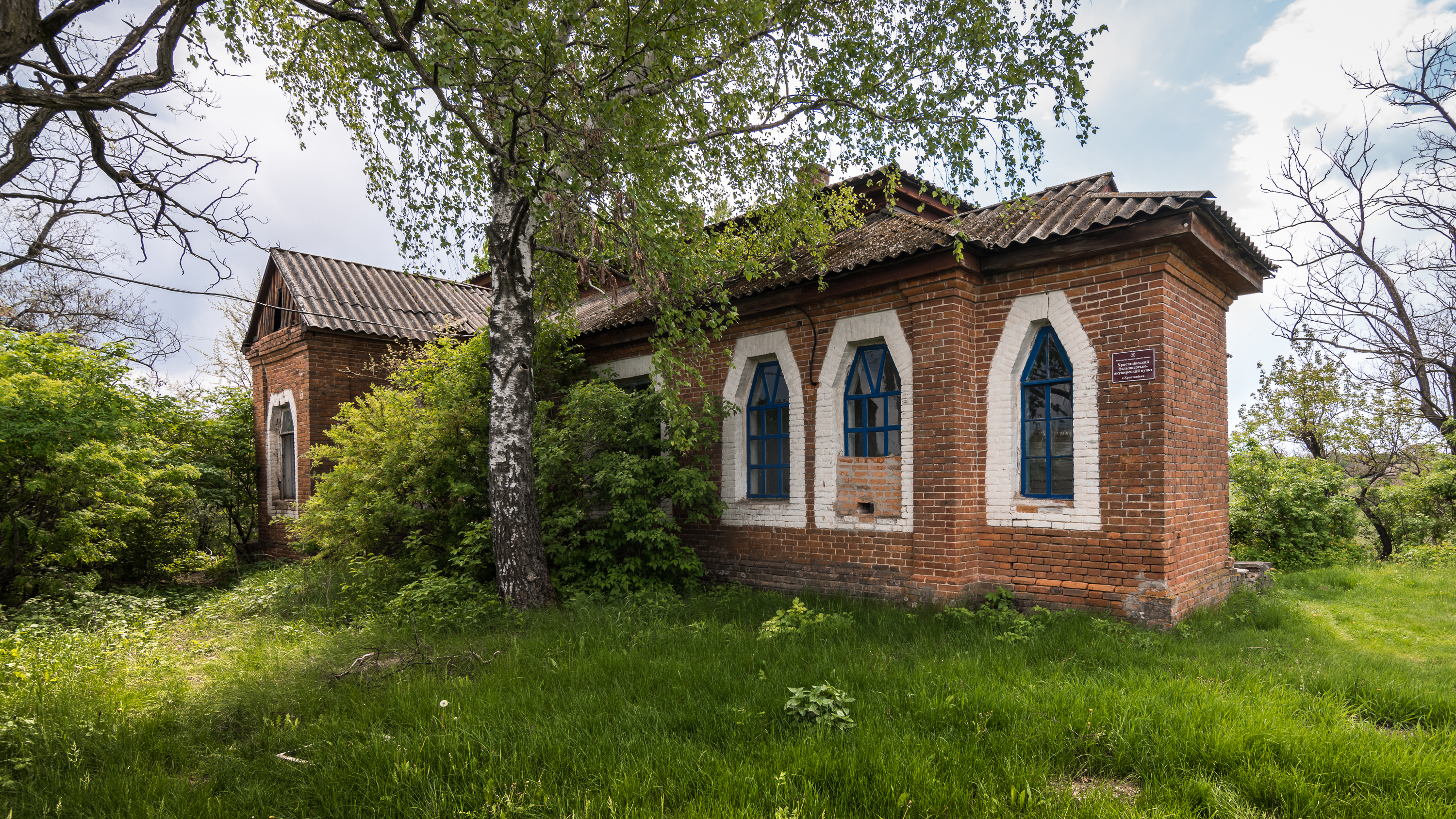
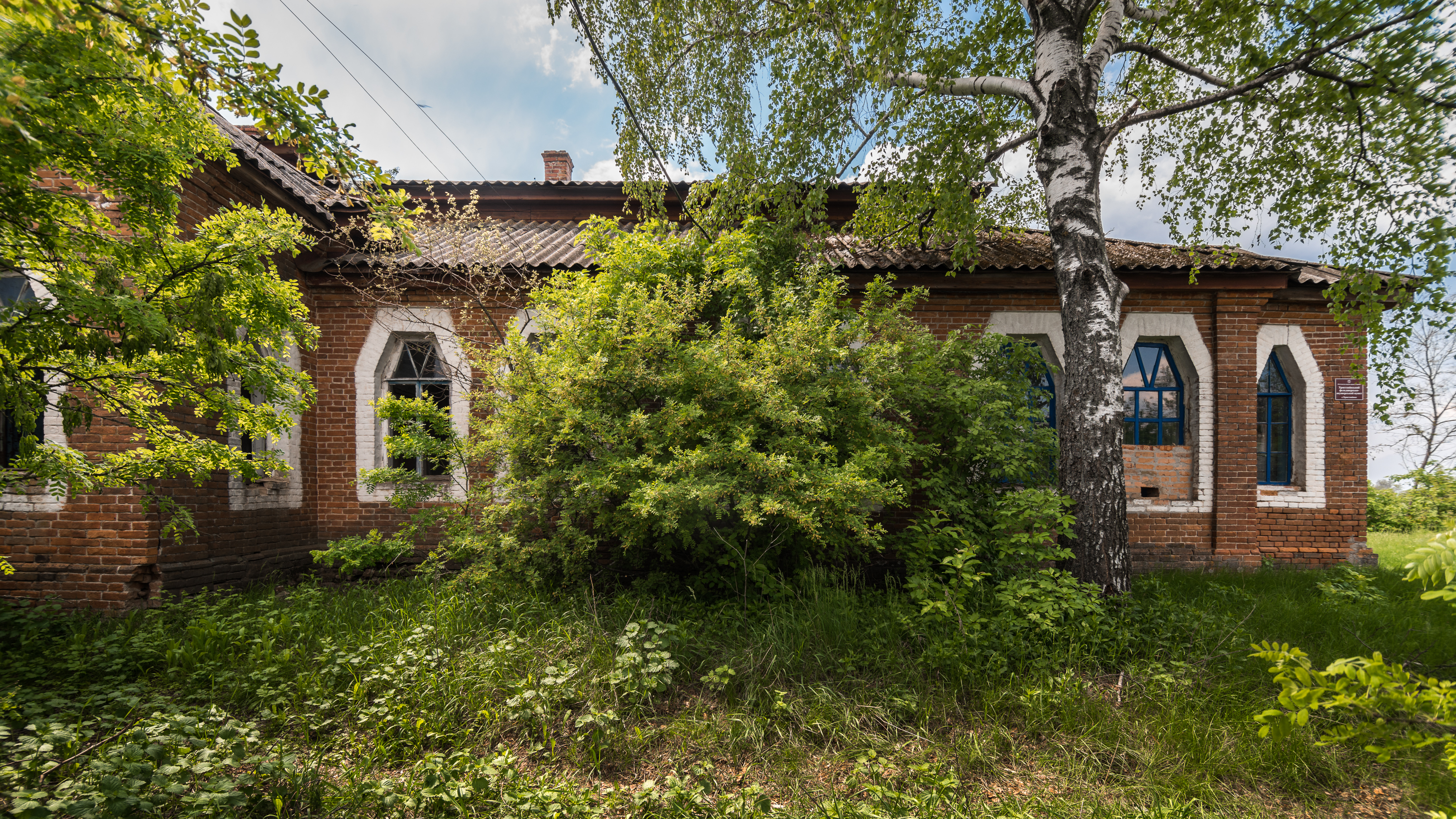
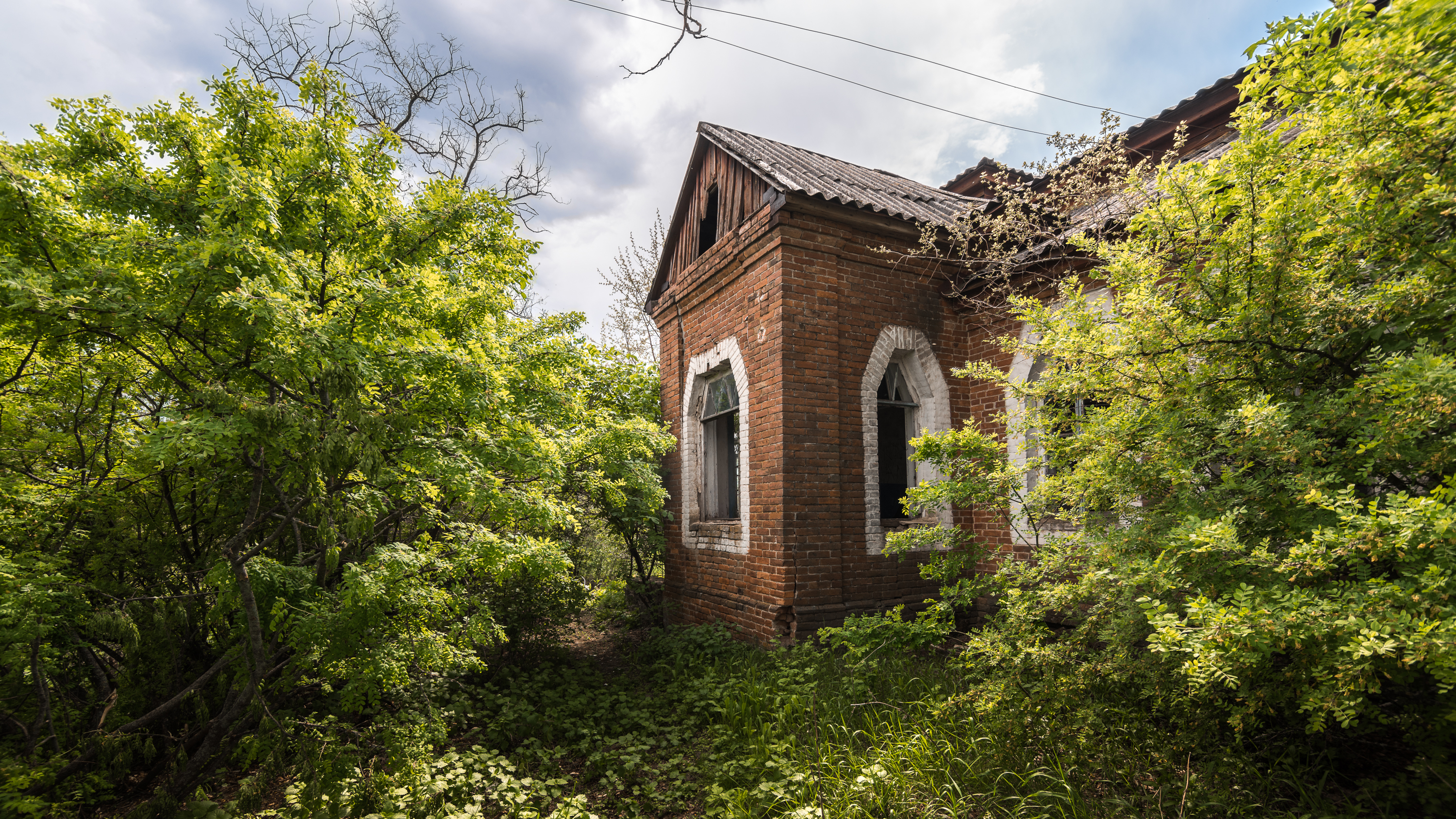
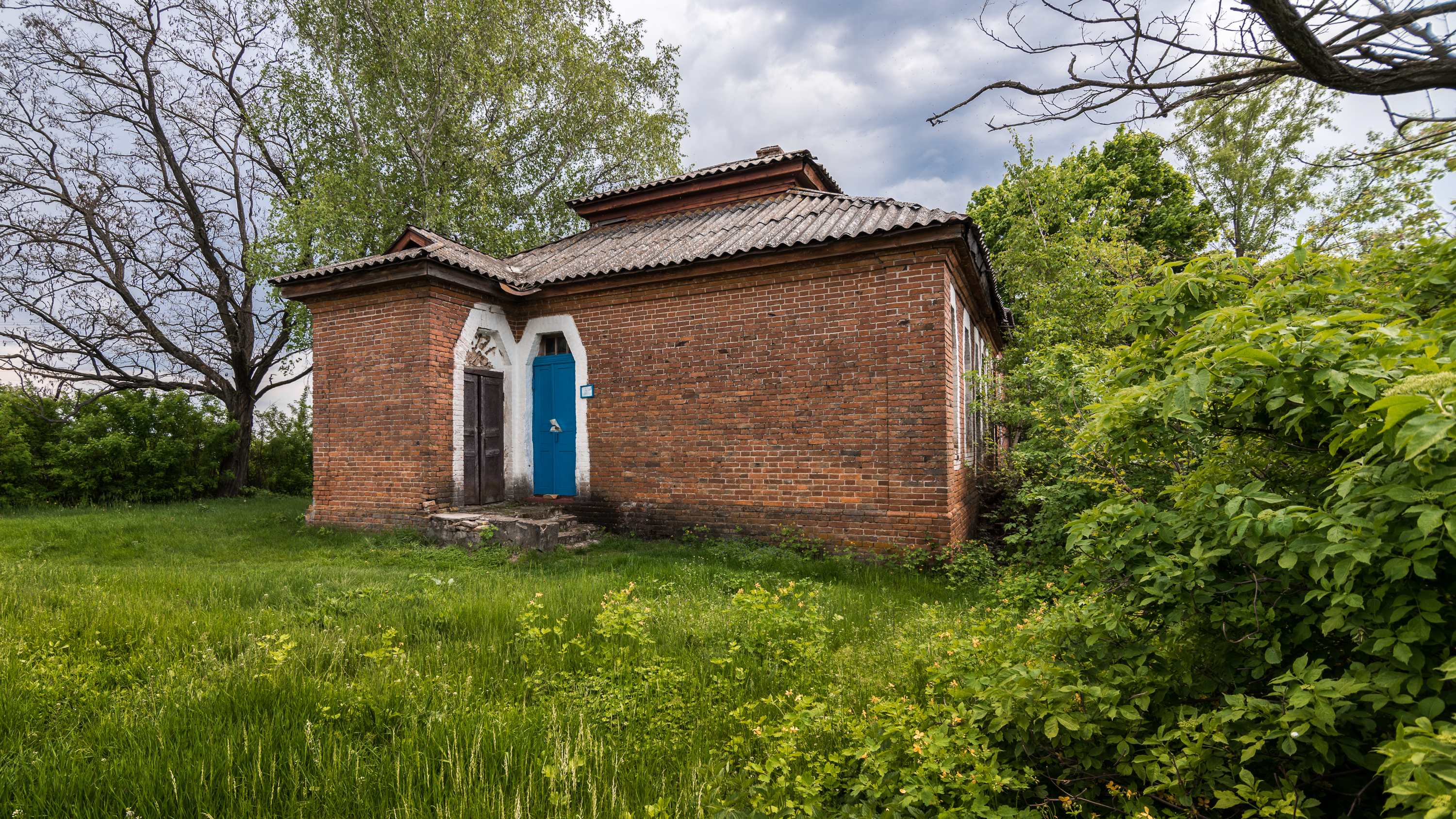
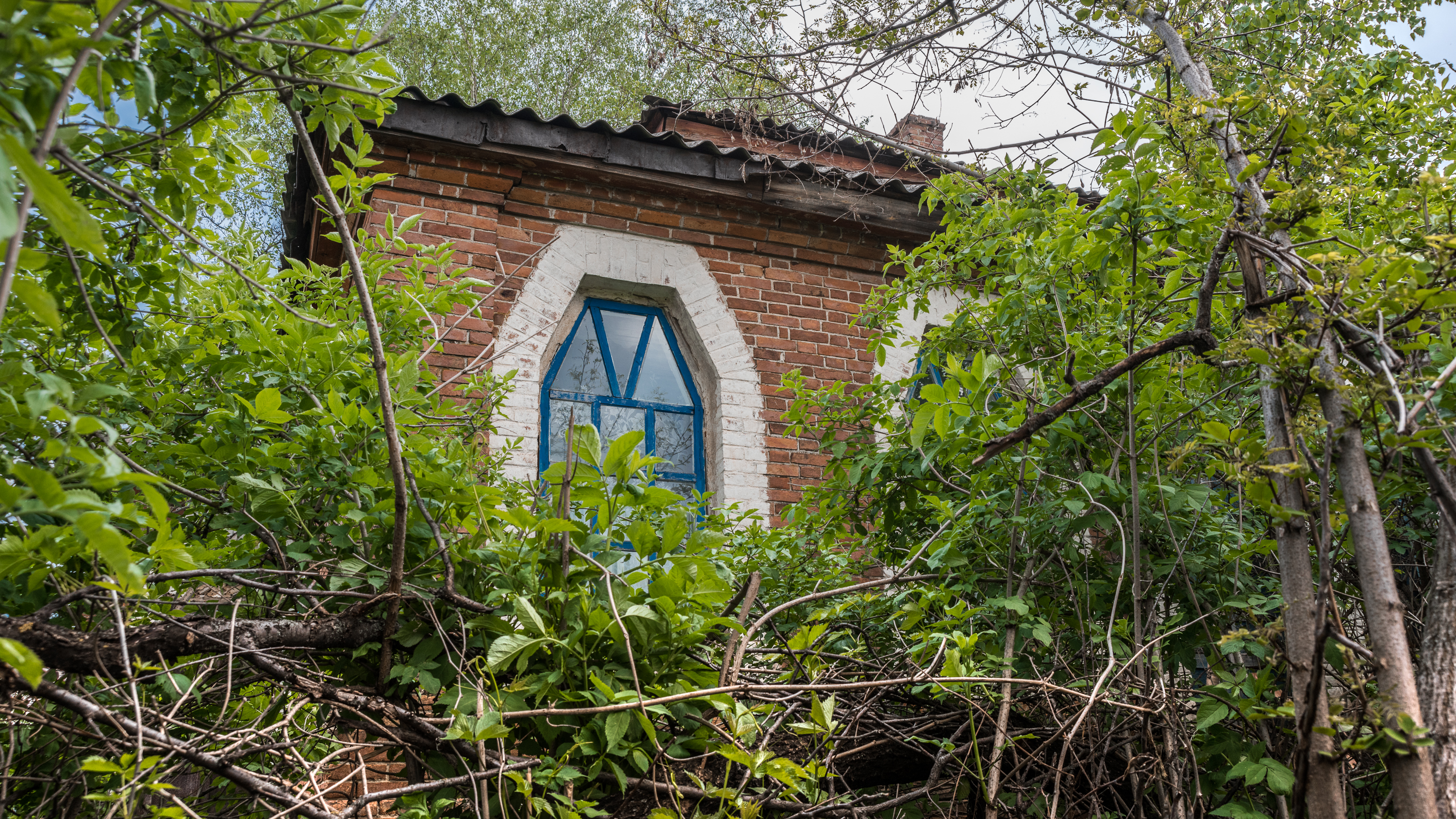
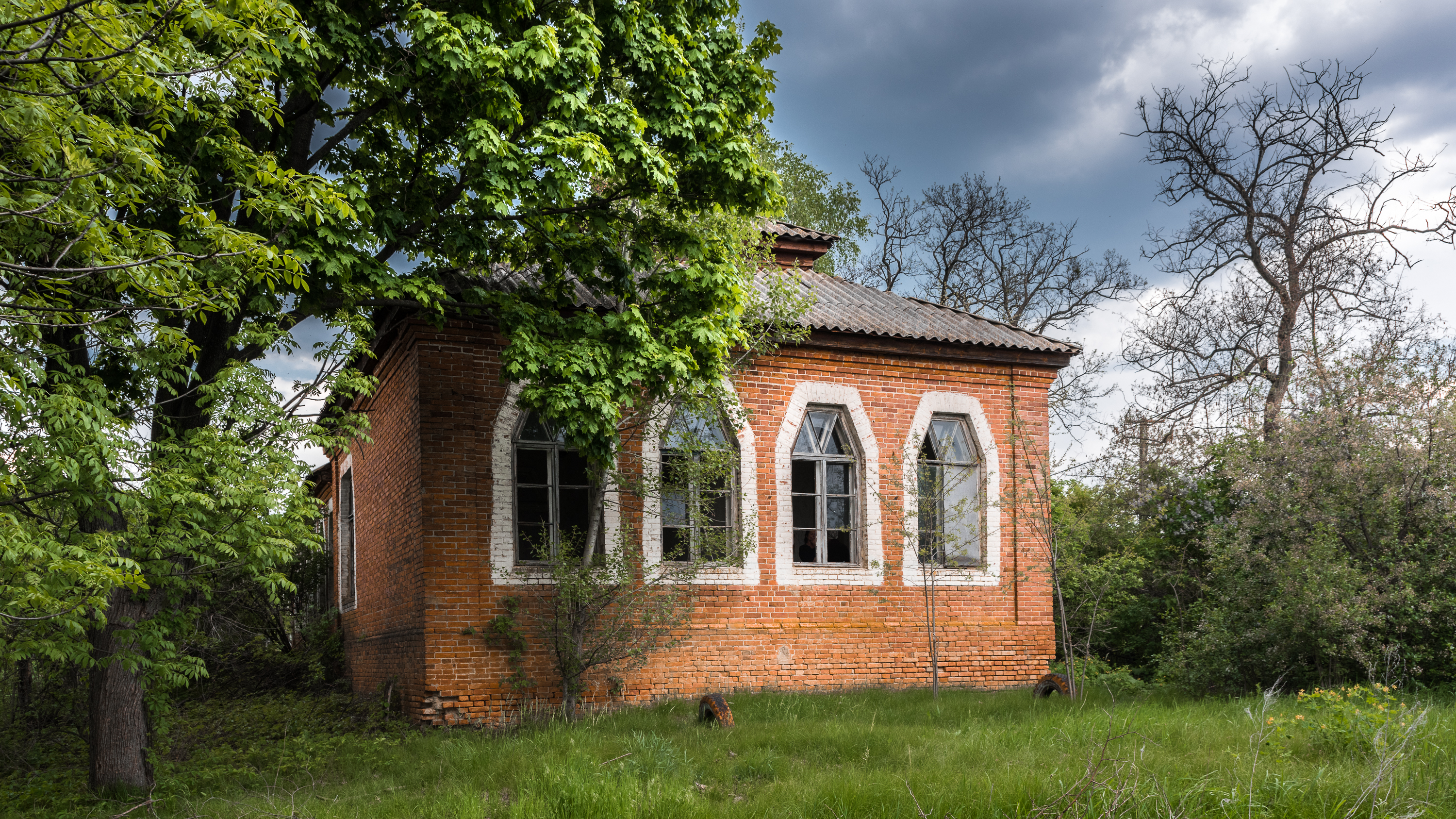
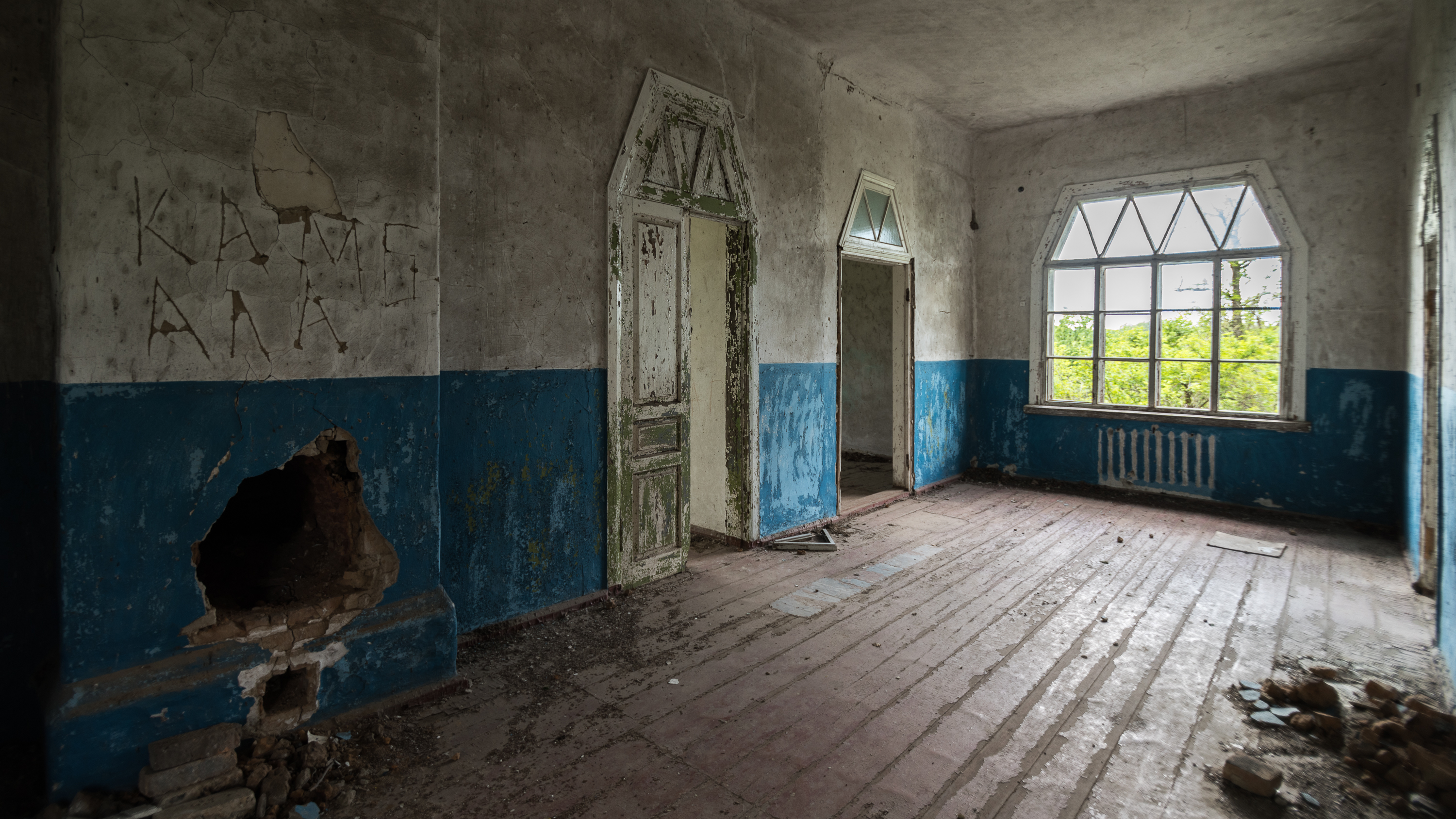
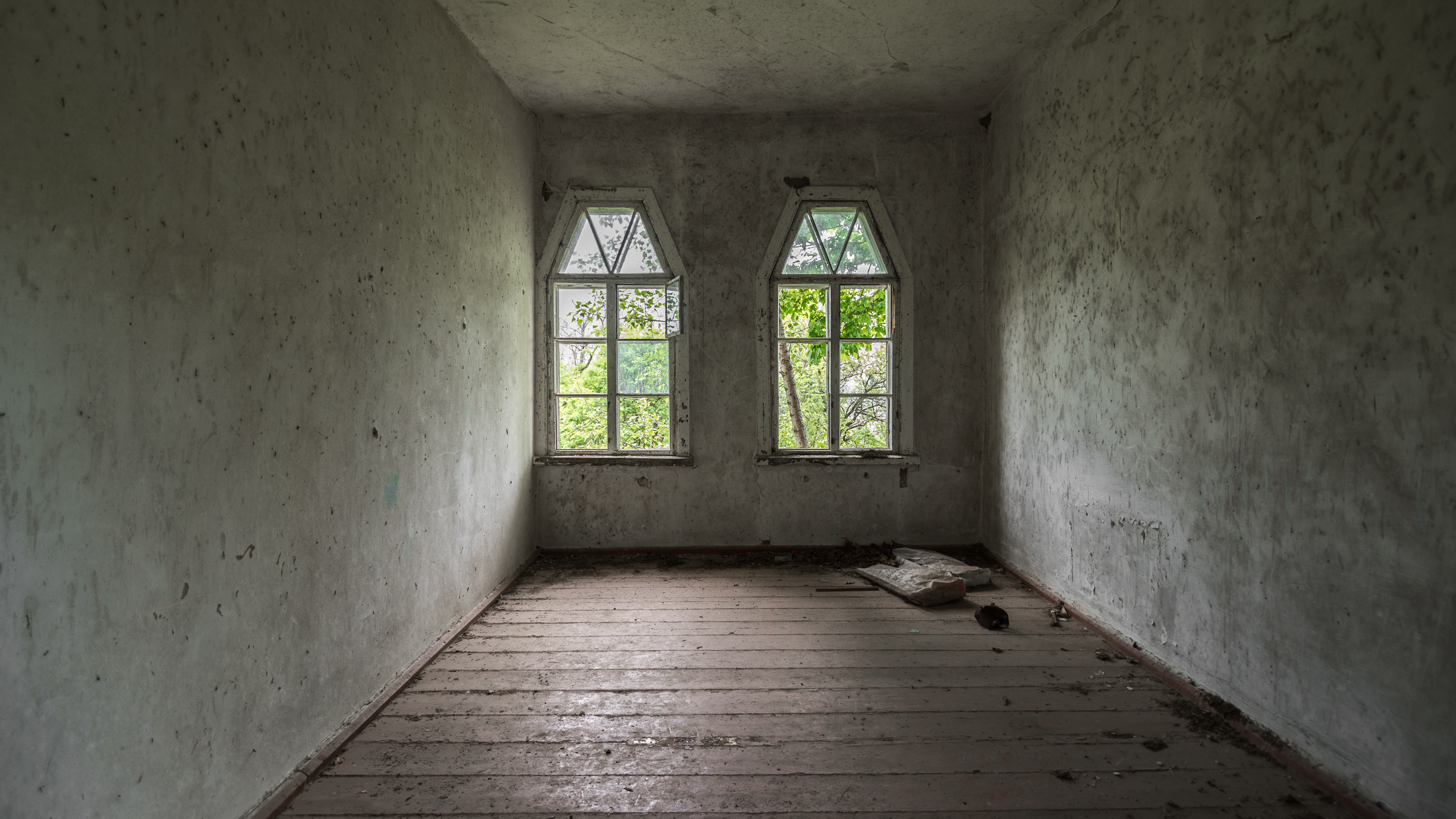
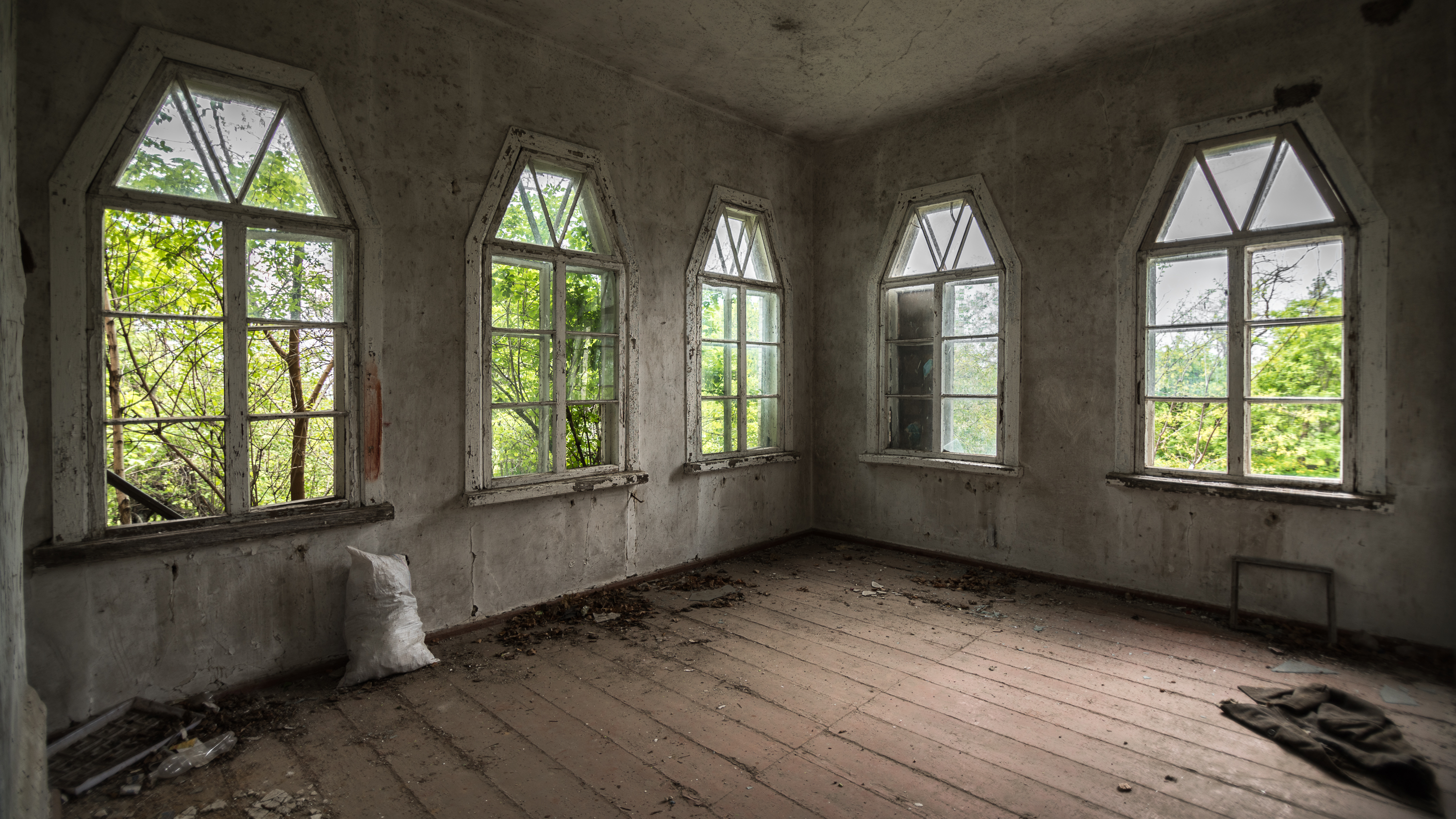
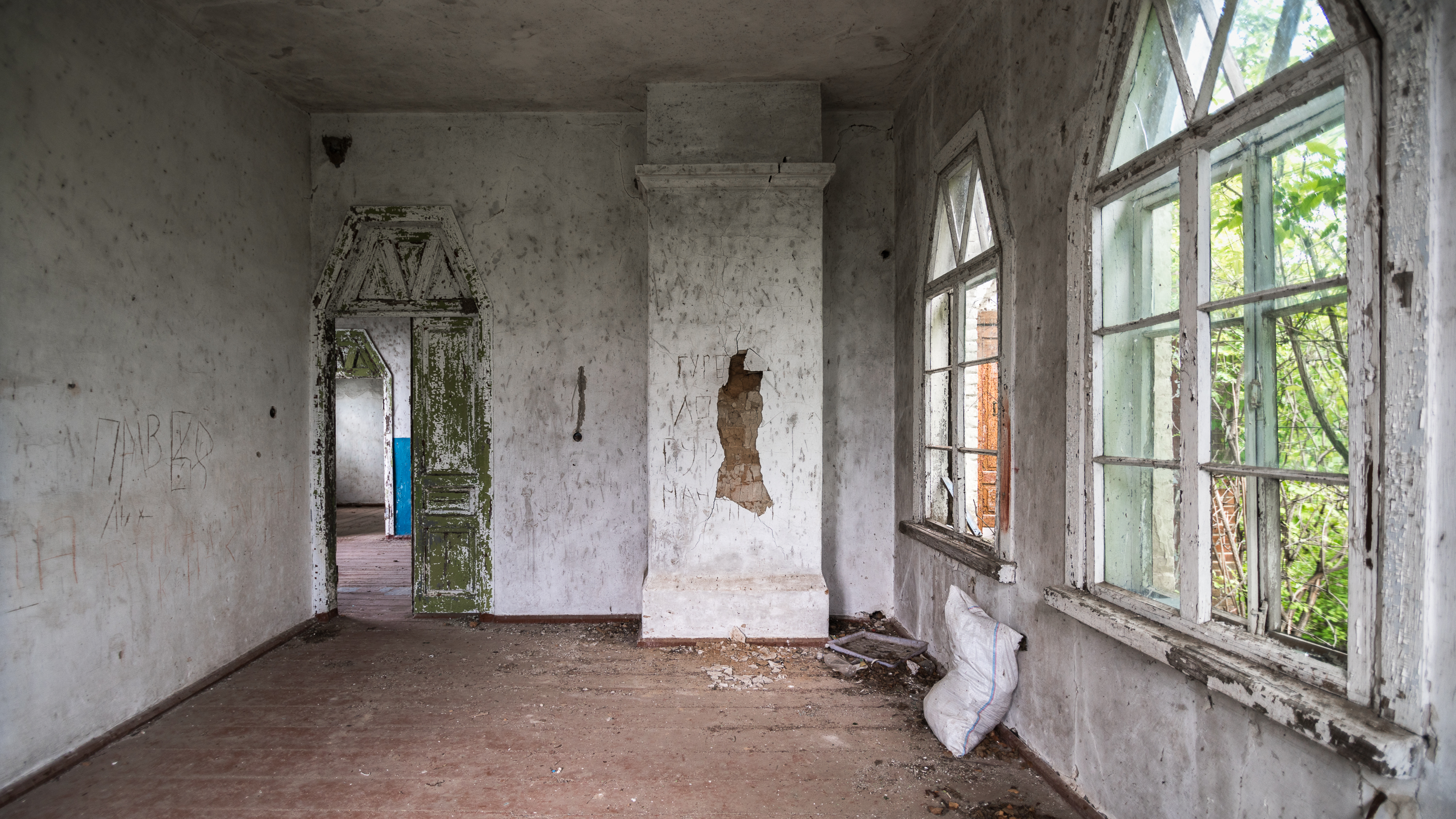
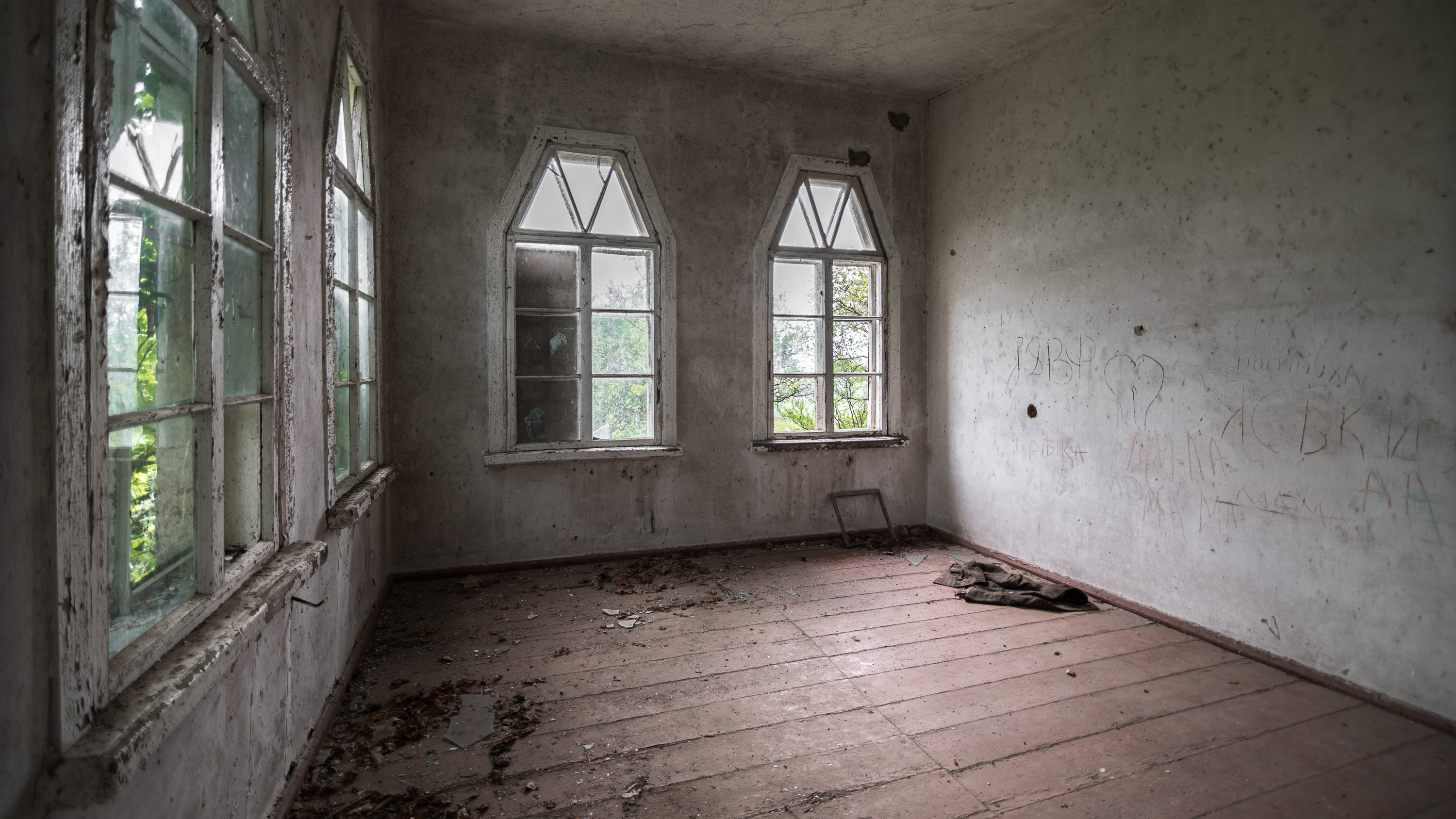
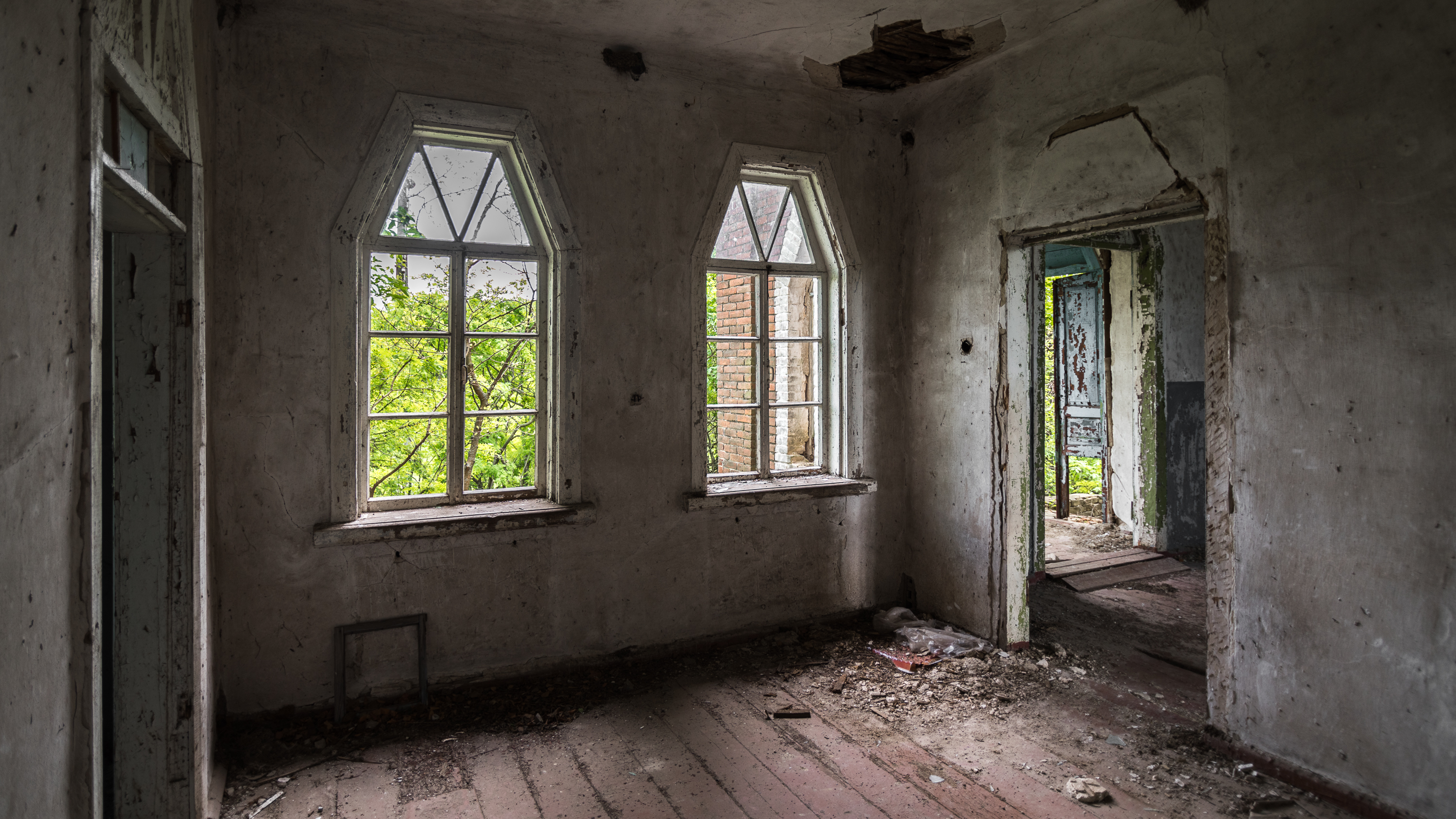
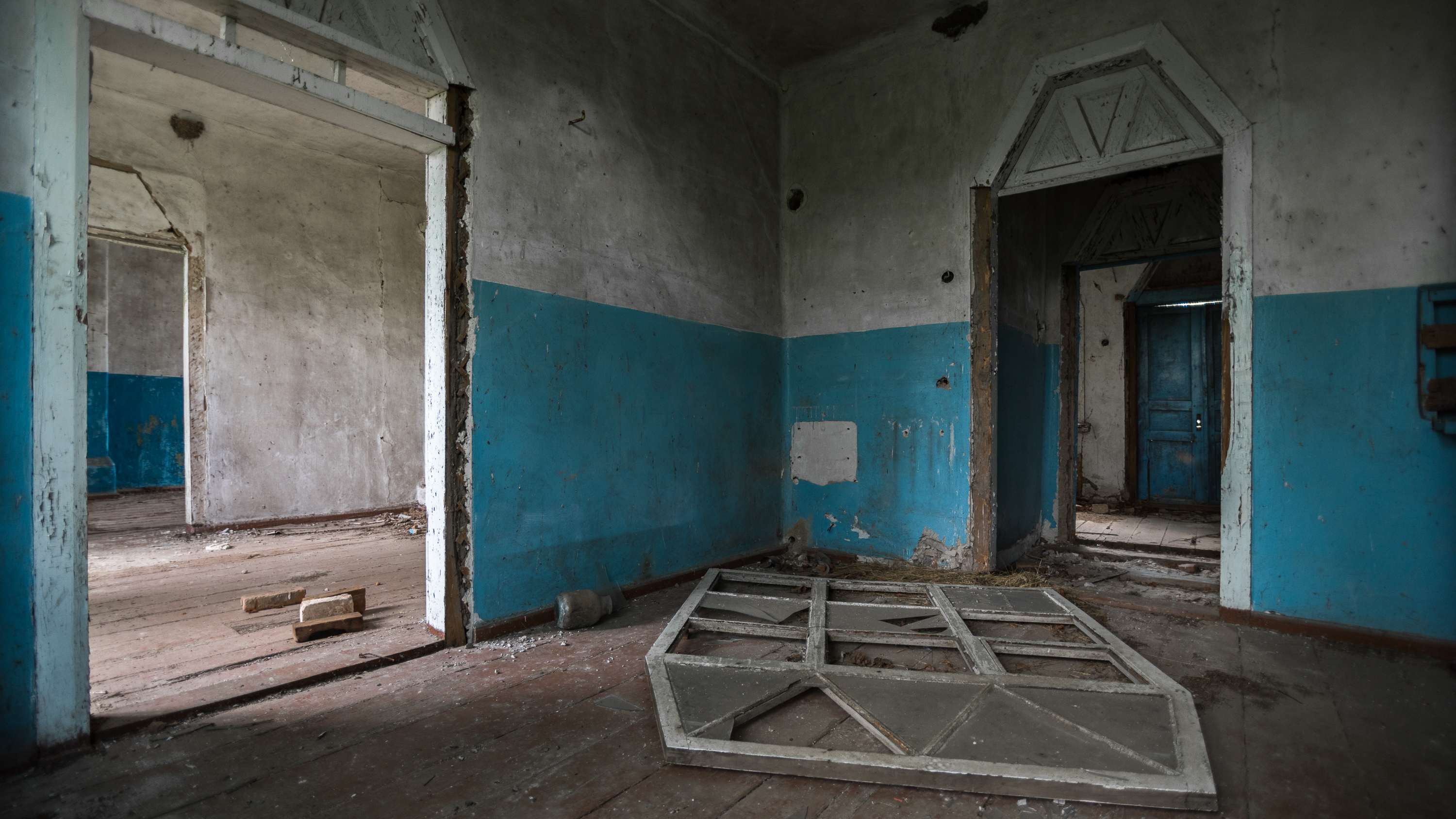
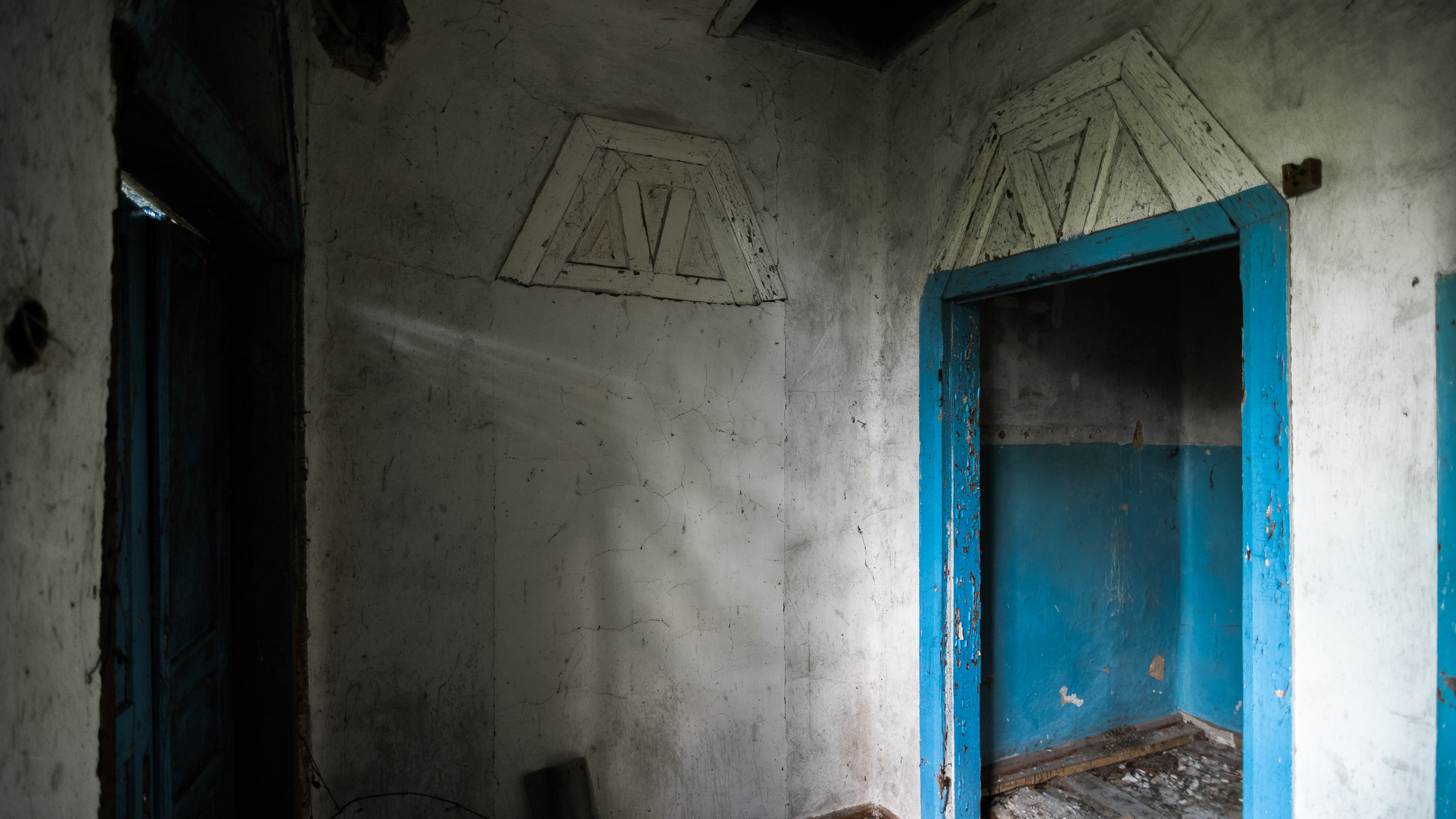
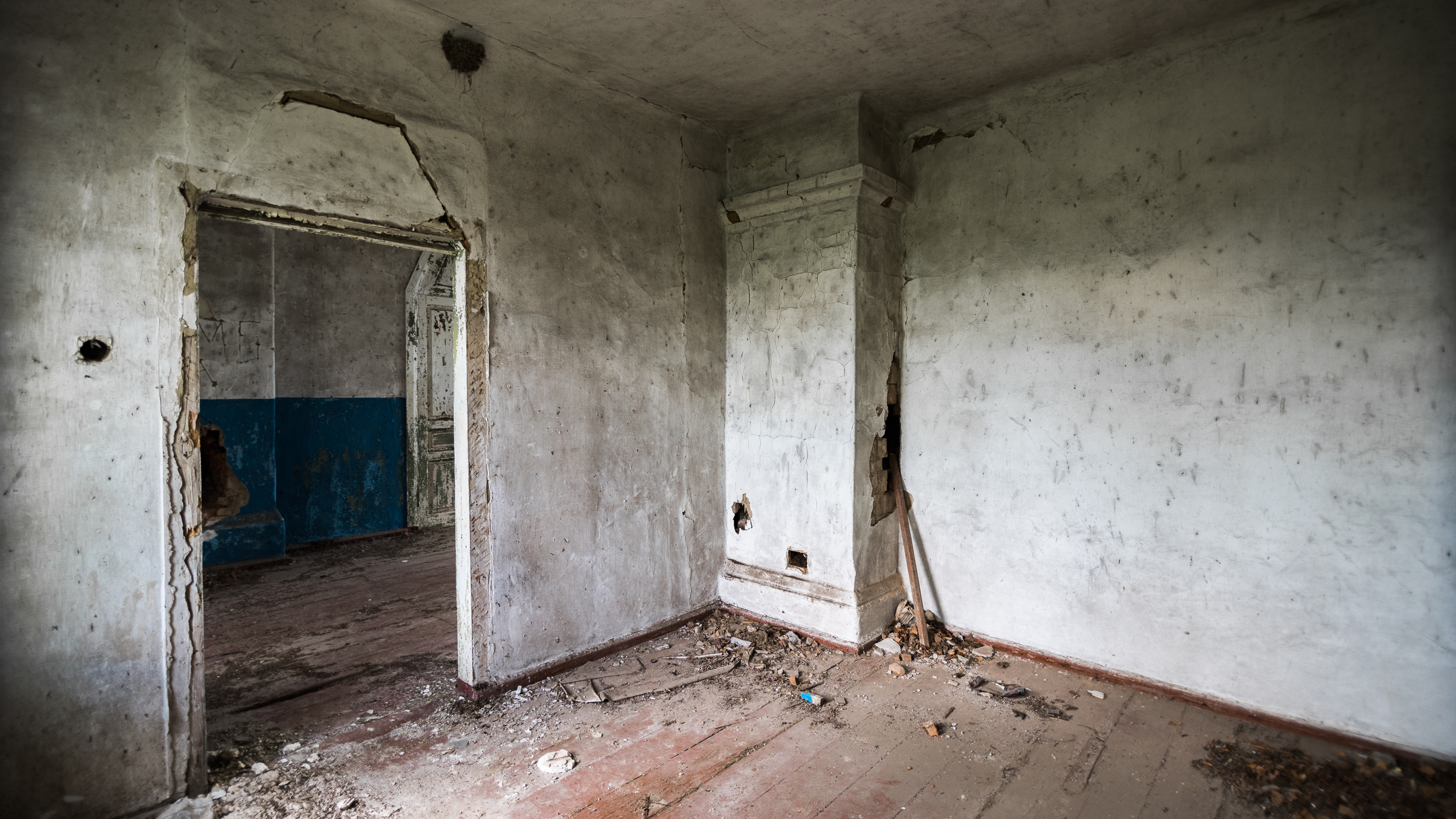
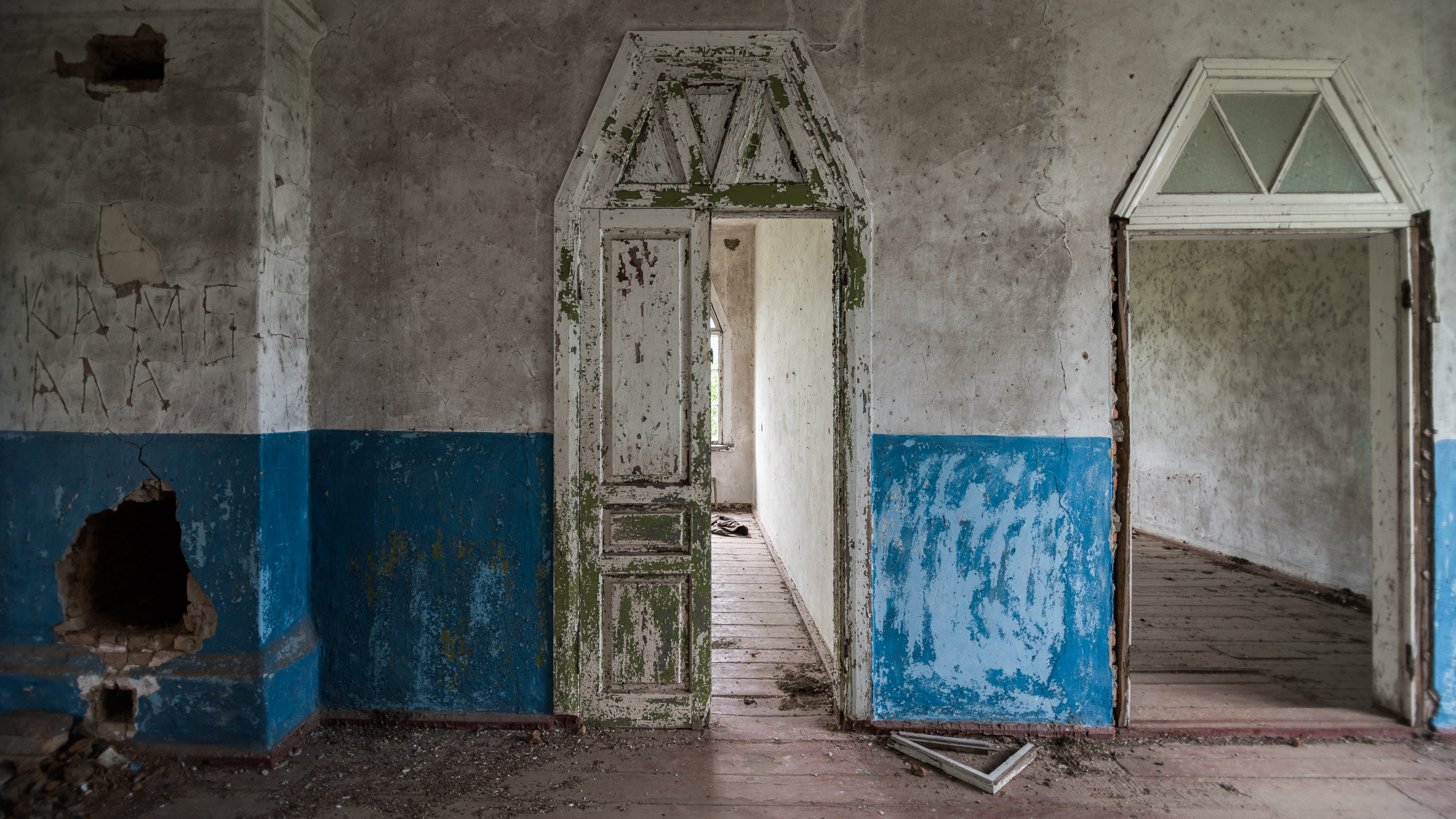
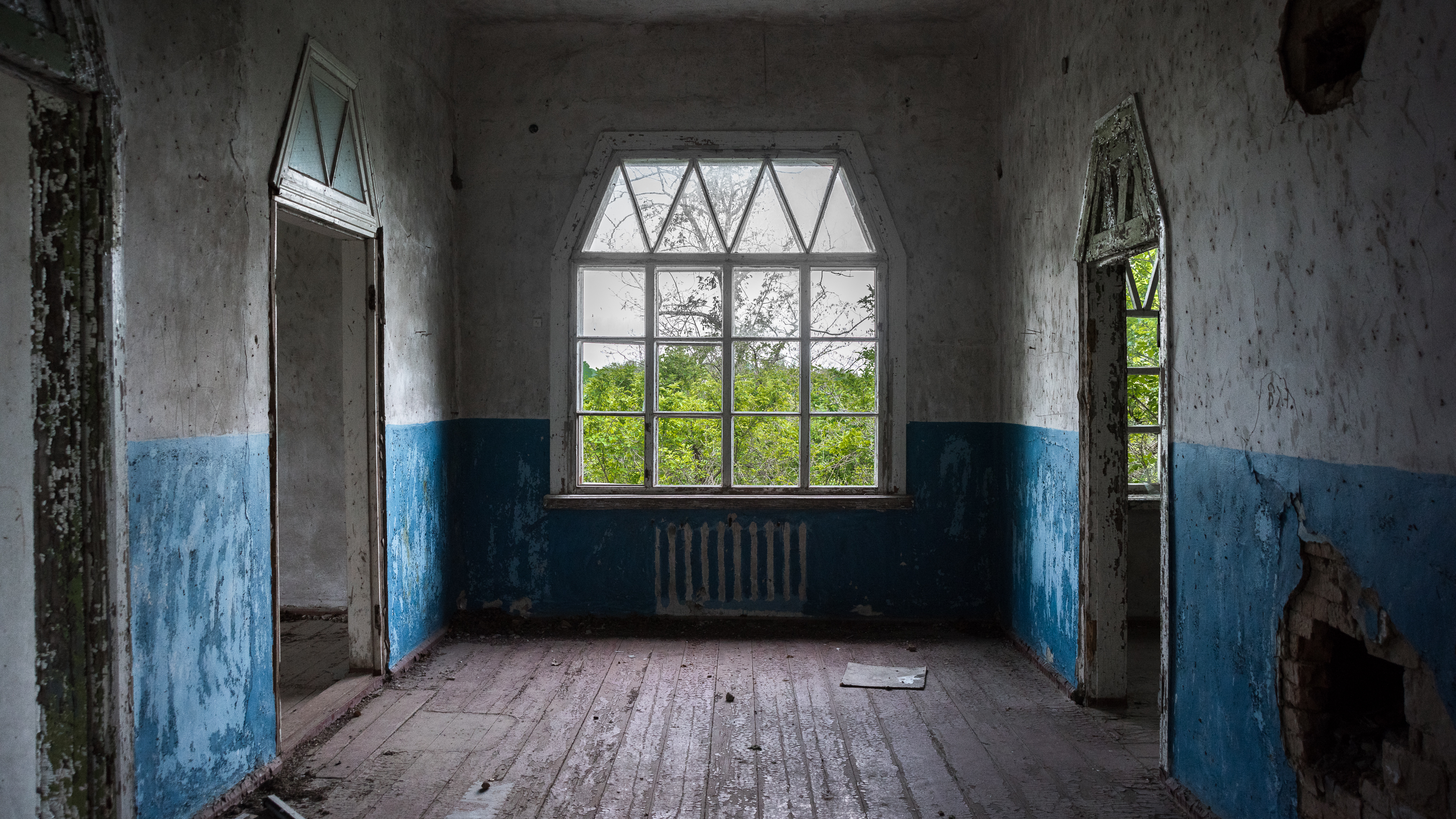
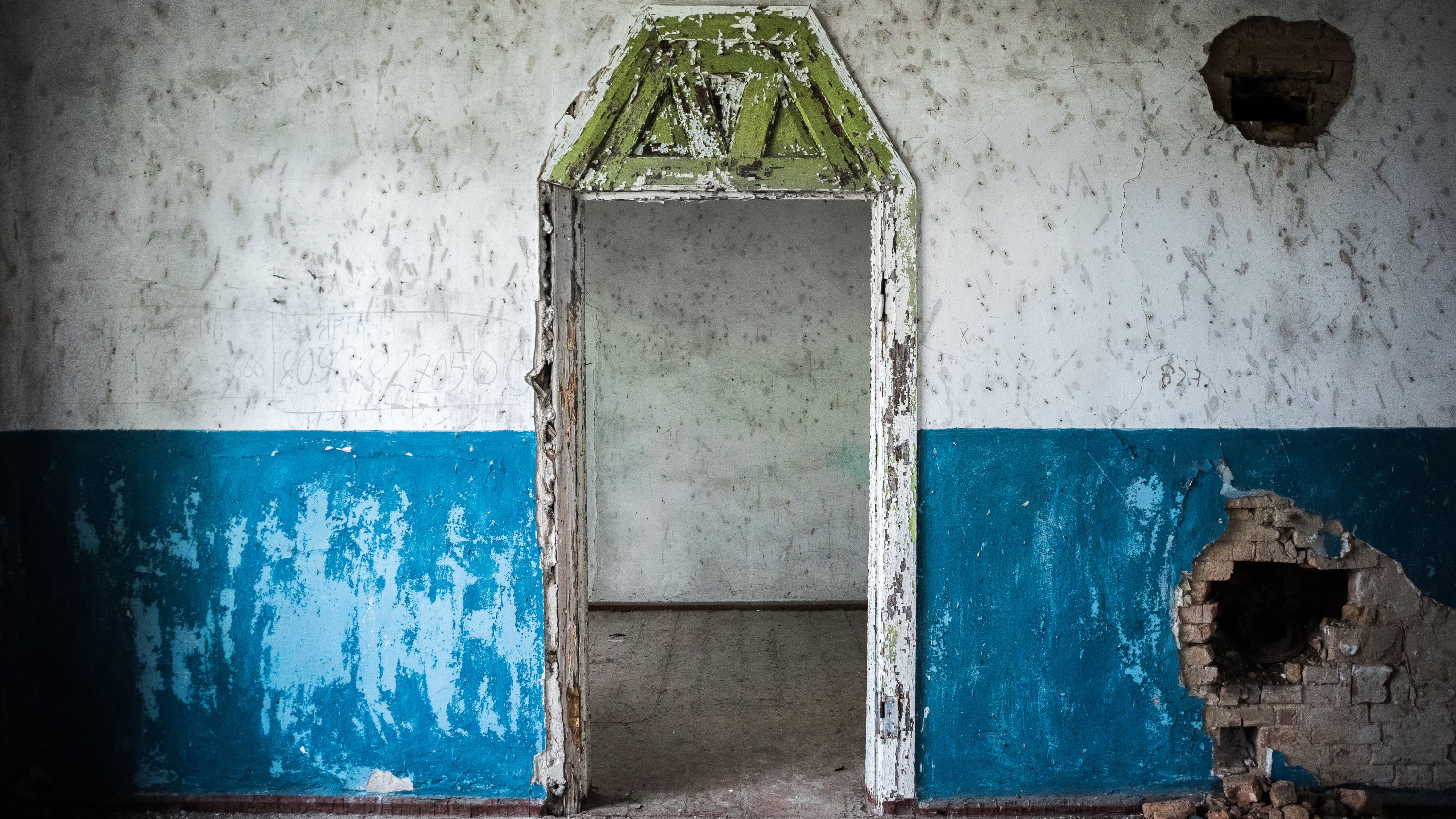

- Файл:Христановка. школа (7).jpg
- Файл:Христановка. школа (8).jpg
- Файл:Христановка. школа (9).jpg
- Файл:Христановка. школа (10).jpg
- Файл:Христановка. школа (11).jpg
- Файл:Христановка. школа (12).jpg